# Ryan Gracie
Ryan Gracie (/ˈhiː.ən ˈɡreɪsiː/; 1974-2007), là một võ sĩ Nhu thuật Brasil với cấp độ đai đen Ông là một thành viên của gia tộc Gracie, là con trai của Carlos Gracie, một trong những người sáng lập ra môn võ Brazilian Jiu-Jitsu. Ryan cũng là một thành viên ưu tú trong gia tộc này với nhiều danh hiệu cao quý giành được trong sự nghiệp thi đấu, góp phần đem lại vẻ vang cho gia tộc Ryan bắt đầu sự nghiệp bằng việc luyện tập chung với hai người anh em là Renzo Gracie và Ralph Gracie Sau đó anh bắt đầu tham gia các giải đấu lớn. và có nhiều chiến thắng vinh quang trong những năm 2003, 2005

## Trong truyện tranh
Ryan là mẫu hình hư cấu của nhân vật Ryan Gracielo trong bộ truyện tranh Nhật Bản có tựa là Truyền nhân ATula, trong bộ truyện này Ryan là con cả của gia tộc Gracielo và có người em trai là Ramon Gracielo, Ryan có võ công cao cường, ông ta đã tham gia vào giải vô địch võ tự do tại Braxil và lọt vào trận chung kết và đánh nhau với nhân vật chính của truyện và thất bại.